# Cadwgan ap Bleddyn

Wappen von Cadwgan ap Bleddyn

Cadwgan ap Bleddyn († 1111) war ein Fürst des walisischen Fürstentums Powys.

## Leben
Er war der zweite Sohn von Bleddyn ap Cynfyn und einer unbekannten Mutter. Vermutlich erbte er nach dem Tod seines Vaters 1075 einen Teil von Powys. Er wird 1088 erstmals genannt, als er zusammen mit seinen Brüdern Madog und Rhiryd das Fürstentum Deheubarth angriff und dessen Fürsten Rhys ap Tewdwr ins Exil trieb. Im selben Jahr kehrte Rhys jedoch mit militärischer Unterstützung aus Irland zurück und stellte die drei Brüder bei Llech-y-crau zur Schlacht. Madog und Rhiryd fielen, während Cadwgan entkommen konnte. Nachdem Rhys 1093 selbst im Kampf gegen die Anglonormannen gefallen war, plünderte Cadwgan im Mai des Jahres Dyfed. Zu seiner Absicherung gegen die Anglonormannen heiratete Cadwgan die Tochter von Picot de Sai, einem anglonormannischen Lord von Clun. Doch bereits im Frühjahr 1094 beteiligte er sich an dem allgemeinen walisischen Aufstand, schlug die Anglonormannen in der Schlacht von Coed Yspwys und verteidigte zusammen mit Gruffydd ap Cynan von Gwynedd die Insel Anglesey. 1096 konnte er Cardigan Castle erobern und zerstören.
1098 erfolgte jedoch von Chester und Shrewsbury aus ein gezielter anglonormannischer Gegenangriff, weshalb Cadwgan zusammen mit Gruffydd ap Cynan nach Irland flüchten musste. Nachdem jedoch einer der normannischen Anführer, Hugh of Montgomery, 2. Earl of Shrewsbury im Kampf gegen den norwegischen König Magnus III. gefallen war, kehrte Cadwgan 1099 zurück und schloss mit dem neuen Earl von Shrewsbury, Robert of Bellême, 3. Earl of Shrewsbury Frieden und wurde unter anglonormannischer Oberhoheit Herrscher eines Teils von Powys und von Ceredigion. 1102 unterstützte er zusammen mit seinen Brüdern Iorwerth und Maredudd ap Bleddyn die Revolte Roberts of Bellême gegen den neuen König Heinrich I., doch er wechselte rechtzeitig die Seiten, bevor die Revolte niedergeschlagen wurde. Er durfte nicht nur seine Besitzungen behalten, sondern konnte sogar sein Territorium erweitern, nachdem Robert of Bellême seine Besitzungen verlor und seine Brüder Maredudd und Iorwerth in Gefangenschaft gerieten. Cadwgan konnte jedoch seine Position nicht halten, da seine Herrschaft von Gewalt und Fehden innerhalb seiner Familie erschüttert wurde. Besonders die Fehden seines Sohns Owain führten zum Verlust seiner Macht, vor allem, als Owain Weihnachten 1108 oder 1109 eine Burg, vermutlich Cilgerran oder Carew Castle des anglonormannischen Adligen Gerald of Windsor überfiel und Geralds Frau Nest ferch Rhys raubte. Als Reaktion darauf beauftragte Richard de Belmais, der königliche Vertreter in Shrewsbury, Cadwgans Neffe Madog Cadwgan zu vertreiben. Cadwgan flüchtete per Schiff und lebte anschließend im Versteck in Powys. Er erhielt erst gegen die Zahlung einer Strafe von £ 100 und der Zusicherung, seinen Sohn nicht weiter zu unterstützen, die Herrschaft über Ceredigion zurück. Nachdem Owain jedoch auch 1110 William of Brabant, einen Führer der flämischen Siedler in Wales getötet hatte, verlor Cadwgan auch Ceredigion wieder, das von dem anglonormannischen Lord Gilbert de Clare besetzt wurde. Cadwagn war nun ein landloser Fürst und von der Gnade der Anglonormannen abhängig. Im folgenden Jahr wurde sein Bruder Iorwerth, der inzwischen wieder Herrscher eines Teils des südlichen Powys war, von seinem Neffen Madog ap Rhiryd ermordet. Daraufhin übergab der König Cadwgan die Herrschaft über das Land seines Bruders, doch auch Cadwgan wurde kurz darauf von Madog bei Welshpool ermordet.

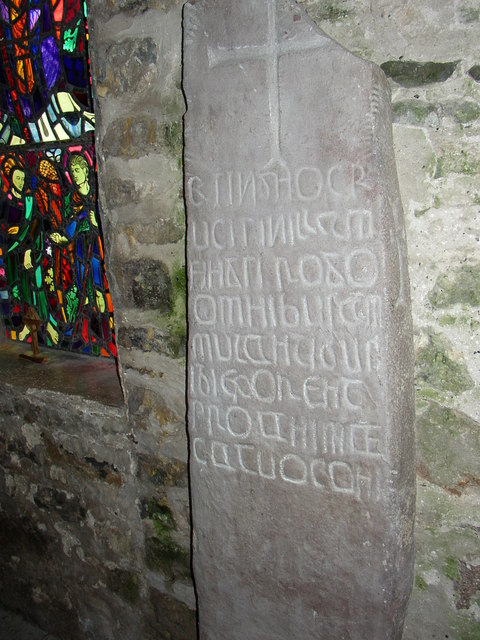
Der Ogamstein auf Caldey Island mit einer vermutlich von Cadwgan angebrachten Inschrift

## Familie und Nachkommen
Mit seiner normannischen Frau hatte er zwei Söhne, Henry und Gruffydd. Daneben hatte er mindestens fünf Söhne und eine Tochter von mindestens vier weiteren Frauen, darunter Gwenllian, eine Tochter von Gruffydd ap Cynan:
- Owain († 1116)
- Madog
- Einion († 1123)
- Morgan († 1128)
- Maredudd († 1124)

## Sonstiges
In der Kirche von Caldey Island vor der Südküste von Wales befindet sich ein Ogamstein mit einer lateinischen Inschrift, die vermutlich auf Veranlassung Cadwgans angebracht wurde.